# A.R. Rahman
Allah Rakha Rahman (tamil. ஏ. ஆர். ரஹ்மான்; ur. 6 stycznia 1966 w Madrasie) – indyjski kompozytor muzyki filmowej, instrumentalista, piosenkarz. W 2009 roku zdobył dwie statuetki Oscara – za muzykę i piosenkę do filmu Slumdog. Milioner z ulicy. W Indiach uznawany jest za wielką gwiazdę. Jego koncerty cieszą się ogromną popularnością. Szczególnie znany jest dzięki piosenkom, które skomponował do tamilskich i bollywoodzkich filmów.
Autor kompozycji do nagradzanych dziesiątkami nagród filmów (np. Lagaan: Dawno temu w Indiach, Ukochana, Rytm, Kolor szafranu, Mój kraj, Dil Se – Z całego serca, Guru, Roja, The Legend of Bhagat Singh, Księżniczka i cesarz, Jaane Tu Ya Jaane Na).
Ma żonę i trójkę dzieci.

## Filmografia
Jako kompozytor
- 1994: Roja
- 1995: Bombaj
- 1995: Kolorowa
- 1996: Ogień
- 1997: Daud: Fun on the Run
- 1998: Dil Se – Z całego serca
- 1998: Ziemia
- 1999: Rytm
- 1999: Thakshak
- 1999: Pukar
- 2000: Fiza
- 2001: Zubeidaa
- 2001: Lagaan: Dawno temu w Indiach
- 2001: Muthu Maharaja
- 2001: Nayak
- 2001: One 2 Ka 4
- 2002: Całus w policzek
- 2002: Ukochana
- 2002: The Legend of Bhagat Singh
- 2003: Tehzeeb
- 2004: Mój kraj
- 2005: Kisna
- 2004: Netaji Subhas Chandra Bose: The Forgotten Hero
- 2004: Rebeliant
- 2004: Woda
- 2006: Kolor szafranu
- 2006: Guru
- 2008: Slumdog. Milioner z ulicy
- 2010: 127 godzin
- 2014: Podróż na sto stóp
- 2017: Pałac wicekróla

## Single
- Jai Ho (You Are My Destiny) – feat. The Pussycat Dolls

## Odznaczenia
- Order Padma Shri (2000)
- Order Padma Bhushan (2010)

## Nagrody
- Nagroda Akademii Filmowej
  - Najlepsza muzyka: 2009 Slumdog. Milioner z ulicy
  - Najlepsza piosenka: 2009 Slumdog. Milioner z ulicy
- Złoty Glob Najlepsza muzyka: 2009 Slumdog. Milioner z ulicy
- Nagroda BAFTA Najlepsza muzyka: 2009 Slumdog. Milioner z ulicy